# Championnat de France de football de deuxième division 1995-1996
Navigation
Division 2 1994-1995 Division 2 1996-1997
Cette page résume les résultats de la saison du Championnat de France de football Division 2 1995-1996. La compétition est remportée par le SM Caen.

## Les 22 clubs participants
| - Olympique d'Alès - Amiens SC - Angers SCO - SM Caen - FCO Charleville | - LB Châteauroux - USL Dunkerque - SAS Épinal - Stade lavallois - Le Mans UC | - FC Lorient - CS Louhans-Cuiseaux - Olympique de Marseille - FC Mulhouse - AS Nancy-Lorraine | - Chamois niortais FC - FC Perpignan - Stade Poitevin FC - AS Red Star - FC Sochaux | - Toulouse FC - ASOA Valence |

## Classement
Victoire à 3 points
| Rang | Équipe                    | Pts | J  | G  | N  | P  | Bp | Bc | Diff |
| ---- | ------------------------- | --- | -- | -- | -- | -- | -- | -- | ---- |
| 1    | SM Caen R                 | 81  | 42 | 24 | 9  | 9  | 59 | 34 | +25  |
| 2    | Olympique de Marseille    | 80  | 42 | 23 | 11 | 8  | 69 | 35 | +34  |
| 3    | AS Nancy-Lorraine         | 76  | 42 | 20 | 16 | 6  | 56 | 23 | +33  |
| 4    | Stade lavallois           | 72  | 42 | 21 | 9  | 12 | 52 | 46 | +6   |
| 5    | Toulouse FC               | 63  | 42 | 18 | 9  | 15 | 40 | 34 | +6   |
| 6    | Le Mans UC 72             | 62  | 42 | 15 | 17 | 10 | 37 | 36 | +1   |
| 7    | Red Star 93               | 61  | 42 | 16 | 13 | 13 | 56 | 38 | +18  |
| 8    | FC Perpignan              | 61  | 42 | 17 | 10 | 15 | 44 | 53 | -9   |
| 9    | LB Châteauroux            | 60  | 42 | 16 | 12 | 14 | 40 | 35 | +5   |
| 10   | FC Sochaux-Montbéliard R  | 59  | 42 | 15 | 14 | 13 | 49 | 40 | +9   |
| 11   | CS Louhans-Cuiseaux 71 P  | 58  | 42 | 16 | 10 | 16 | 57 | 49 | +8   |
| 12   | FC Lorient-Bretagne Sud P | 58  | 42 | 16 | 10 | 16 | 44 | 46 | -2   |
| 13   | Amiens SC                 | 54  | 42 | 13 | 15 | 14 | 43 | 49 | -6   |
| 14   | FC Mulhouse Sud Alsace    | 51  | 42 | 13 | 12 | 17 | 44 | 45 | -1   |
| 15   | ASOA Valence              | 51  | 42 | 11 | 18 | 13 | 34 | 42 | -8   |
| 16   | Chamois niortais FC       | 50  | 42 | 13 | 11 | 18 | 48 | 50 | -2   |
| 17   | FCO Charleville           | 48  | 42 | 11 | 15 | 16 | 34 | 54 | -20  |
| 18   | SA Spinalien P            | 45  | 42 | 9  | 18 | 15 | 41 | 46 | -5   |
| 19   | Stade Poitevin FC P       | 45  | 42 | 9  | 18 | 15 | 36 | 50 | -14  |
| 20   | USL Dunkerque             | 43  | 42 | 9  | 16 | 17 | 30 | 43 | -13  |
| 21   | SCO Angers                | 37  | 42 | 7  | 16 | 19 | 31 | 53 | -22  |
| 22   | Olympique d'Alès          | 25  | 42 | 4  | 13 | 25 | 29 | 72 | -43  |

Promotions et relégations
- Promotion en Division 1 1996-1997
- Relégation en National 1 1996-1997

Abréviations
- P : Promu de National 1 1994-1995
- R : Relégué de Division 1 1994-1995

## Buteurs
| Place | Joueur              | Nationalité | Club                   | Buts |
| ----- | ------------------- | ----------- | ---------------------- | ---- |
| 1     | Tony Cascarino      | Irlande     | Olympique de Marseille | 30   |
| 2     | Franck Priou        | France      | SM Caen                | 24   |
| 3     | Samuel Lobé         | France      | Stade lavallois        | 20   |
| 4     | Patrick Van Kets    | Belgique    | Le Mans UC 72          | 17   |
| -     | Walquir Mota        | Brésil      | Chamois niortais FC    | 17   |
| -     | Étienne Mendy       | France      | FC Sochaux-Montbéliard | 17   |
| 7     | Olivier Pickeu      | France      | Amiens SC              | 16   |
| -     | Koffi Fiawoo        | Togo        | CS Louhans-Cuiseaux 71 | 16   |
| -     | Éric Rabésandratana | Madagascar  | AS Nancy-Lorraine      | 16   |
| -     | Stéphane Crucet     | France      | FC Perpignan           | 16   |
| -     | Steve Marlet        | France      | Red Star 93            | 16   |

## Les champions de France de division 2
| Joueur              | Nationalité     | Poste             | Matchs joués | Buts |
| ------------------- | --------------- | ----------------- | ------------ | ---- |
| Pierre Mankowski    | France          | entraîneur        | 40           | -    |
| Stéphane Dedebant   | France          | Milieu de terrain | 40           | 6    |
| Pascal Vahirua      | France          | Attaquant         | 40           | 2    |
| Miloš Glonek        | Tchécoslovaquie | Défenseur         | 40           | 1    |
| Luc Borrelli        | France          | Gardien de but    | 38           | 0    |
| Franck Priou        | France          | Attaquant         | 37           | 24   |
| Samuel Michel       | France          | Attaquant         | 37           | 14   |
| Stéphane Lièvre     | France          | Défenseur         | 35           | 3    |
| Emmanuel Rival      | France          | Milieu de terrain | 35           | 2    |
| Yvan Lebourgeois    | France          | Défenseur         | 33           | 0    |
| Jean-François Péron | France          | Milieu de terrain | 32           | 1    |
| Bernard Héréson     | France          | Défenseur         | 32           | 0    |
| David Sommeil       | France          | Défenseur         | 30           | 0    |
| Stéphane Moreau     | France          | Défenseur         | 28           | 2    |
| Raphaël Guerreiro   | France          | Milieu de terrain | 26           | 2    |
| Bill Tchato         | France          | Défenseur         | 18           | 0    |
| Stéphane Lemarchand | France          | Attaquant         | 16           | 2    |
| William Gallas      | France          | Défenseur         | 16           | 0    |
| Christophe Duboscq  | France          | Milieu de terrain | 9            | 0    |
| Claude Barrabé      | France          | Gardien de but    | 4            | 0    |
| Olivier Bochu       | France          | Défenseur         | 1            | 0    |
| Stéphane Tanguy     | France          | Milieu de terrain | 1            | 0    |
| Guillaume Marie     | France          | Attaquant         | -            | -    |